# Movimento Bright

Il simbolo del movimento Bright

Il Movimento Bright (in inglese: Brights movement) è un'organizzazione no-profit internazionale di promozione sociale e culturale, fondata da Paul Geisert e Mynga Futrell nel 2003 a Sacramento, in California.
L'obiettivo del Movimento Bright è diffondere una visione del mondo razionalista, laica e naturalista, basata esclusivamente sulla scienza, in opposizione a dottrine politiche e/o religiose fondate su credenze ascrivibili all'ambito del soprannaturale o spirituale.

## Il pensiero
Il movimento nacque allo scopo di unire quelle persone che, siano esse atei, agnostici, scettici e liberi pensatori, condividono una visione del mondo e un'etica secolare e naturalistica, priva di elementi sovrannaturali, spirituali e mistici. Il movimento ha un obiettivo politico e sociale: i suoi aderenti hanno intenzione di restituire peso e riconoscibilità politica alle loro idee fortemente laiciste affinché queste non possano soccombere dinanzi a pressioni di influenti organizzazioni religiose. Il progetto prende in prestito concetti dalla teoria del meme proposta da Richard Dawkins. Il movimento non è un'associazione registrata, ma un progetto culturale libero a cui chiunque può aderire.

## Il terminebright
La parola bright è in lingua inglese un aggettivo traducibile in italiano come luminoso o brillante. L'uso del termine con una nuova accezione risale al 2003 ed è stato proposto originariamente da Paul Geisert, uno dei fondatori del movimento. I fondatori del Movimento Bright sostengono che la parola debba essere usata in questo caso come sostantivo. In inglese l'espressione I am bright ("sono brillante") può suonare un poco sfrontata, ma viene mitigata dall'uso sostantivato I am a bright (sono un bright).
Il termine fa riferimento all'Illuminismo: il movimento fa propria la visione ottimistica e positivista del mondo, in cui la scienza e la ragione prevalgono e offrono una via per il futuro. La scelta di questa parola ha un intento promozionale: Richard Dawkins e Daniel Dennett hanno sostenuto con diversi contributi e pubblicazioni il tentativo di promuovere la consapevolezza del pensiero razionale eleggendo una parola con associazioni allegre, sul fortunato esempio di gay che in inglese originariamente è l'aggettivo significante gaio, allegro.

## Critiche
Diverse critiche, sia da religiosi sia da non-religiosi, sono nate riguardo al movimento e all'uso della parola bright in questa accezione. Alcune persone hanno suggerito come l'uso di questo termine con un nuovo significato non dovrebbe essere frutto di una campagna promozionale. Altre persone hanno criticato il fatto che il termine sottoindenda una maggior intelligenza (brighter significa in inglese più brillante, anche nel senso di più intelligente) delle persone non-religiose.
A tal proposito, Daniel Dennett paragona il significato della parola "gay" (felice) a quello della parola "bright" e afferma:
(Daniel Dennett, "Rompere l'incantesimo. La religione come fenomeno naturale", Milano, Raffaello Cortina Editore, 2007.)